# Zahid Valencia

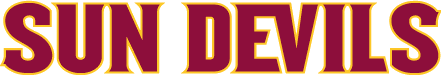
Zawodnik Arizona State Sun Devils

Zahid Valencia (ur. 5 listopada 1997) – amerykański zapaśnik walczący w stylu wolnym. 
Brązowy medalista mistrzostw świata w 2023. Triumfator mistrzostw panamerykańskich w 2022 i 2025. Pierwszy w Pucharze Świata w 2022. Wicemistrz świata juniorów w 2017 roku.
Zawodnik St. John Bosco High School z Bellflower i Arizona State University. Cztery razy All-American w NCAA Division I (2017-2021); pierwszy w 2018 i 2019; trzeci w 2017; ósmy w 2021 roku.